# Sama Fornah
Sama Fornah (ur. 10 marca 1972) – sierraleońska lekkoatletka, reprezentantka Sierra Leone na Letnich Igrzyskach Olimpijskich 1996 w sztafecie 4 x 100 m kobiet.
Sztafeta w składzie: Fornah, Barber, Kamanor oraz Mansaray zajęła ostatnie miejsce w grupie trzeciej z czasem 47.10 s. Gorszy rezultat od sierraleońskiej drużyny zanotowała tylko drużyna Lesotho, która ukończyła bieg z czasem 49.52.